# Hoàng Văn Nghiệm
Hoàng Văn Nghiệm (sinh ngày 2 tháng 9 năm 1968) là chính trị gia người Việt Nam. Ông hiện giữ chức vụ Bí thư Tỉnh ủy Lạng Sơn, Trưởng Đoàn Đại biểu Quốc hội Việt Nam khóa XV tỉnh Lạng Sơn.

## Tiểu sử
Quê quán: Xã Bình La, huyện Bình Gia, tỉnh Lạng Sơn
Dân tộc: Tày
Ngày vào Đảng: 9/6/1995
Trình độ lý luận chính trị: Cao cấp
Trình độ chuyên môn: Thạc sĩ Kinh tế, Cử nhân Kinh tế Chính trị, Cử nhân Thương mại

## Quá trình công tác
- 2/1992 - 6/1997: Nhân viên Công ty Du lịch và Dịch vụ Lạng Sơn, Công chức Sở Thương mại và Du lịch tỉnh Lạng Sơn
- 7/1997 - 6/1999: Phó Trưởng phòng Quản lý Du lịch, Sở Thương mại và Du lịch tỉnh Lạng Sơn
- 7/1999 - 5/2004: Trưởng phòng Quản lý Du lịch, Sở Thương mại và Du lịch tỉnh Lạng Sơn
- 6/2004 - 11/2006: Phó Chủ tịch UBND huyện Bình Gia, tỉnh Lạng Sơn
- 12/2006 - 3/2008: Phó Giám đốc Sở Thương mại và Du lịch tỉnh Lạng Sơn
- 4/2008 - 7/2010: Phó Giám đốc Sở Văn hóa, Thể thao và Du lịch tỉnh Lạng Sơn
- 7/2010 - 9/2010: Chánh Văn phòng Tỉnh ủy Lạng Sơn
- 10/2010 - 3/2012: Ủy viên Ban Chấp hành Đảng bộ tỉnh, Chánh Văn phòng Tỉnh ủy Lạng Sơn
- 4/2012 - 2/2014: Ủy viên Ban Chấp hành Đảng bộ tỉnh, Bí thư Đảng ủy Khối các cơ quan tỉnh Lạng Sơn
- 3/2014 - 6/2015: Ủy viên Ban Chấp hành Đảng bộ tỉnh, Bí thư Huyện ủy Lộc Bình, tỉnh Lạng Sơn
- 07/2015 - 10/2015: Ủy viên Ban Chấp hành Đảng bộ tỉnh, Phái viên của Ban Thường vụ Tỉnh ủy Lạng Sơn
- Ngày 29 tháng 10 năm 2015, tại Đại hội Đại biểu Đảng bộ Đảng Cộng sản Việt Nam tỉnh Lạng Sơn lần thứ 16 nhiệm kì 2015-2020, ông Hoàng Văn Nghiệm được bầu giữ chức vụ Phó Bí thư Tỉnh ủy Lạng Sơn.
- Ngày 30 tháng 6 năm 2016, tại phiên họp thứ nhất Hội đồng nhân dân tỉnh Lạng Sơn, ông Hoàng Văn Nghiệm đã trúng cử chức vụ Chủ tịch Hội đồng nhân dân tỉnh Lạng Sơn khóa 16 nhiệm kì 2016-2021 với 58/58 phiếu thuận. Lúc này, trong Đảng Cộng sản Việt Nam, Hoàng Văn Nghiệm là Phó Bí thư thường trực Tỉnh ủy Lạng Sơn.
- Từ ngày 5 tháng 11 năm 2019, ông Hoàng Văn Nghiệm tham gia lớp bồi dưỡng kiến thức mới cho cán bộ quy hoạch cấp chiến lược khóa XIII tại Học viện Chính trị Quốc gia Hồ Chí Minh.
- Từ tháng 6 năm 2021: Phó Bí thư Thường trực Tỉnh ủy Lạng Sơn; Trưởng Đoàn ĐBQH tỉnh Lạng Sơn, Tổ trưởng Tổ Đảng, Đại biểu Quốc hội khóa XV (7/2021).